# Капуста Тарас Ярославович
Тарас Ярославович Капуста (нар. 27 вересня 1969, м. Чортків, нині Україна) — український фінансист, економіст, громадсько-політичний діяч. Депутат Тернопільської обласної ради (2009). Орден Данила Галицького (2008). Голова Чортківської РДА (від 15 червня 2006 до 4 червня 2010).

## Життєпис
Тарас Капуста народився 27 вересня 1969 року у місті Чорткові, нині Чортківської громади Чортківського району Тернопільської области України.
Закінчив Тернопільську академію народного господарства (нині - Західноукраїнський національний університет)(1993). Працював завідувачем організаційного відділу Тернопільської РДА, на різних посадах у банку «Аваль», директором Ягільницького тютюново-ферментаційного заводу (1995—2001), генеральним директором «ЗАТ Тютюн-імпекс» (2001—2006), головою Чортківської РДА (2006—2010), керівником Управління водних ресурсів в Тернопільській області (2010—2016), в.о. начальника Львівського обласного управління водних ресурсів (2016—2018), директором Центру підвищення кваліфікації працівників водного господарства (2018—2020), в 2020 — 2025  — начальник Регіонального офісу водних ресурсів Тернопільської області, 
4 лютого 2025 року  захистив деисертацію і став доктором філософії зі спеціальності 103 Науки про Землю (Назва дисертаційної роботи: «Гідроекологічні та гідрохімічні характеристики річково-басейнових систем (приток Дністра) Тернопільщини в умовах техногенного навантаження»).